# Dama d'honor

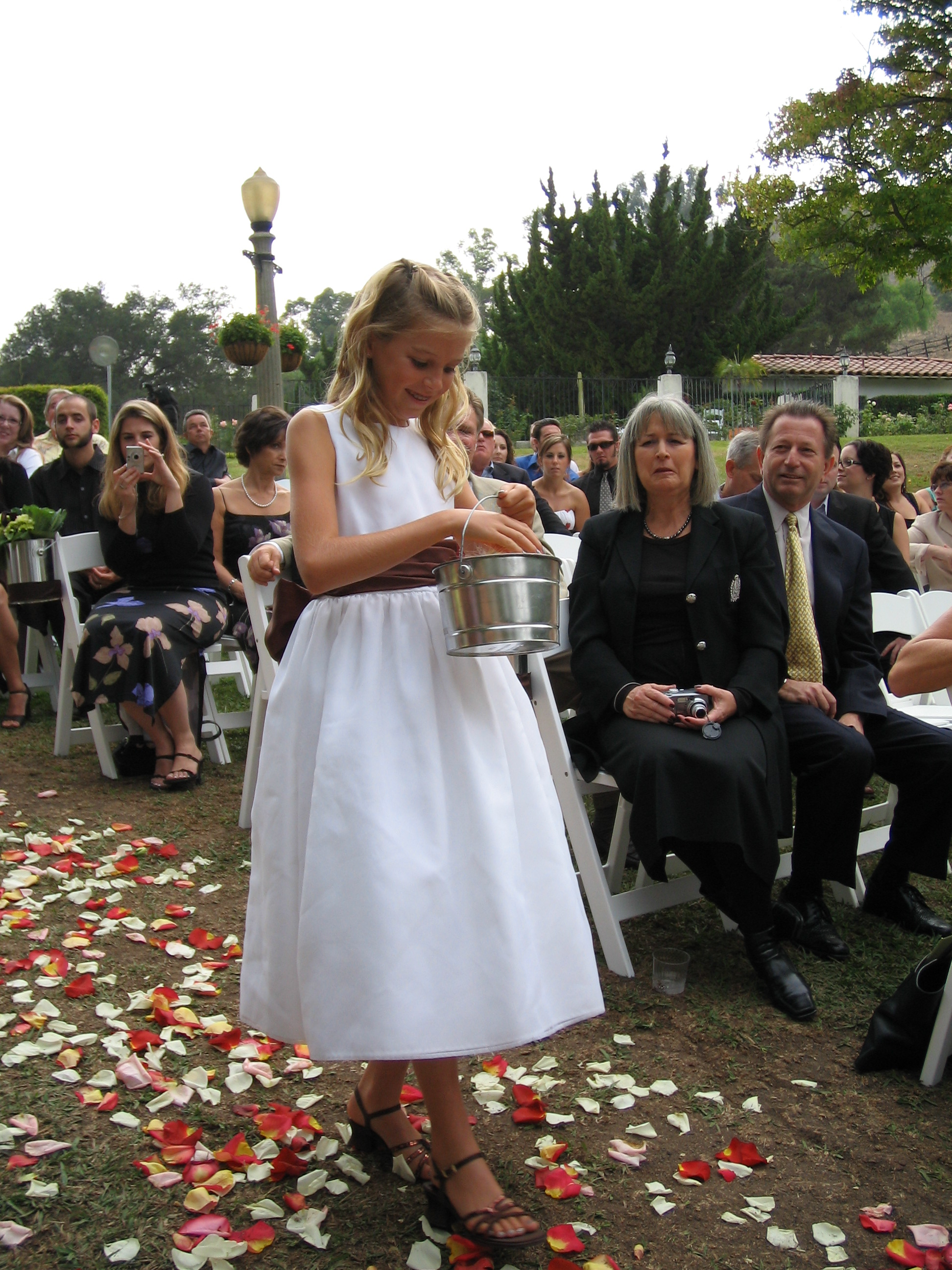
Una nena com "Dama d'Honor" durant un casament cristià.

La dama d'honor era la noia que acompanyava la princesa i d'aquí va passar a ser la dona que acompanya la reina de bellesa o la núvia al seu casament, és a dir, dones que donen suport a la principal en un ritual realçant la seva bellesa. Les dames d'honor duen vestits similars entre elles i sovint amb referència al de la núvia o reina i la segueixen per darrere mentre desfila o s'apropa a l'altar. Als casaments catòlics la dama d'honor acostuma a ser una nena que porta els anells (acompanyada o no d'un noi també jove), usualment familiar de la parella. Als casaments protestants, en canvi, és una dona adulta, amiga de la núvia, mentre que pot existir una nena petita (flower girl) que llença flors o acompanya a la núvia. La seva funció és assegurar la felicitat dels que es casen.